# Campeonato Europeo de Waterpolo Masculino de 2018
El XXXIII Campeonato Europeo de Waterpolo Masculino se celebró en Barcelona (España) entre el 16 y el 28 de julio de 2018 bajo la organización de la Liga Europea de Natación (LEN) y la Real Federación Española de Natación. Paralelamente se celebró el XVII Campeonato Europeo de Waterpolo Femenino.
Los partidos se realizaron en las Piscinas Bernat Picornell de la ciudad catalana. Compitieron en el evento 16 selecciones nacionales afiliadas a la LEN por el título europeo, cuyo anterior portador era el equipo de Serbia, ganador del Europeo de 2016.
La selección de Serbia conquistó el título europeo al vencer en la final al equipo de España con un marcador de 12-10. El conjunto de Croacia ganó la medalla de bronce en el partido por el tercer puesto contra el equipo de Italia.

## Grupos
| Grupo A  | Grupo B    | Grupo C      | Grupo D    |
| -------- | ---------- | ------------ | ---------- |
| Georgia  | España     | Croacia      | Rumanía    |
| Alemania | Francia    | Grecia       | Rusia      |
| Hungría  | Malta      | Países Bajos | Serbia     |
| Italia   | Montenegro | Turquía      | Eslovaquia |

## Primera fase
- Todos los partidos en la hora local de España (UTC+2).

El primer equipo de cada grupo pasa directamente a los cuartos de final. Los equipos clasificados en segundo y tercer puesto tienen que disputar primero la clasificación a cuartos. Los equipos restantes juegan entre sí por los puestos 13 a 16.

### Grupo A
| Equipo   | J | G | E | P | GF | GC | DG  | PTS |
| -------- | - | - | - | - | -- | -- | --- | --- |
| Italia   | 3 | 3 | 0 | 0 | 40 | 9  | +31 | 9   |
| Hungría  | 3 | 1 | 1 | 1 | 21 | 21 | 0   | 4   |
| Alemania | 3 | 1 | 1 | 1 | 15 | 27 | -12 | 4   |
| Georgia  | 3 | 0 | 0 | 3 | 17 | 36 | -19 | 0   |

- Resultados

| Fecha | Hora  | Partido  | Partido | Partido | Resultado |
| ----- | ----- | -------- | ------- | ------- | --------- |
| 16.07 | 15:30 | Georgia  | -       | Hungría | 5-12      |
| 16.07 | 18:30 | Alemania | -       | Italia  | 1-14      |
| 18.07 | 12:30 | Alemania | -       | Georgia | 10-9      |
| 18.07 | 20:30 | Hungría  | -       | Italia  | 5-12      |
| 20.07 | 12:30 | Alemania | -       | Hungría | 4-4       |
| 20.07 | 15:30 | Georgia  | -       | Italia  | 3-14      |

### Grupo B
| Equipo     | J | G | E | P | GF | GC | DG  | PTS |
| ---------- | - | - | - | - | -- | -- | --- | --- |
| España     | 3 | 2 | 1 | 0 | 35 | 15 | +20 | 7   |
| Montenegro | 3 | 2 | 1 | 0 | 32 | 18 | +14 | 7   |
| Francia    | 3 | 1 | 0 | 2 | 22 | 21 | +1  | 3   |
| Malta      | 3 | 0 | 0 | 3 | 15 | 50 | -35 | 0   |

- Resultados

| Fecha | Hora  | Partido    | Partido | Partido | Resultado |
| ----- | ----- | ---------- | ------- | ------- | --------- |
| 16.07 | 11:00 | Montenegro | -       | Francia | 8-6       |
| 16.07 | 22:15 | Malta      | -       | España  | 4-21      |
| 18.07 | 17:00 | Montenegro | -       | Malta   | 17-5      |
| 18.07 | 22:00 | España     | -       | Francia | 7-4       |
| 20.07 | 18:30 | Malta      | -       | Francia | 6-12      |
| 20.07 | 22:00 | Montenegro | -       | España  | 7-7       |

### Grupo C
| Equipo       | J | G | E | P | GF | GC | DG  | PTS |
| ------------ | - | - | - | - | -- | -- | --- | --- |
| Croacia      | 3 | 3 | 0 | 0 | 49 | 17 | +32 | 9   |
| Grecia       | 3 | 2 | 0 | 1 | 46 | 19 | +27 | 6   |
| Países Bajos | 3 | 1 | 0 | 2 | 37 | 32 | -7  | 3   |
| Turquía      | 3 | 0 | 0 | 3 | 8  | 72 | -64 | 0   |

- Resultados

| Fecha | Hora  | Partido | Partido | Partido      | Resultado |
| ----- | ----- | ------- | ------- | ------------ | --------- |
| 16.07 | 14:00 | Turquía | -       | Grecia       | 1-27      |
| 16.07 | 17:00 | Croacia | -       | Países Bajos | 15-8      |
| 18.07 | 11:00 | Croacia | -       | Turquía      | 23-2      |
| 18.07 | 15:30 | Grecia  | -       | Países Bajos | 12-7      |
| 20.07 | 14:00 | Turquía | -       | Países Bajos | 5-22      |
| 20.07 | 20:30 | Croacia | -       | Grecia       | 11-7      |

### Grupo D
| Equipo     | J | G | E | P | GF | GC | DG  | PTS |
| ---------- | - | - | - | - | -- | -- | --- | --- |
| Serbia     | 3 | 3 | 0 | 0 | 35 | 19 | +16 | 9   |
| Rusia      | 3 | 2 | 0 | 1 | 33 | 24 | +9  | 6   |
| Rumanía    | 3 | 1 | 0 | 2 | 21 | 28 | -7  | 3   |
| Eslovaquia | 3 | 0 | 0 | 3 | 16 | 34 | -18 | 0   |

- Resultados

| Fecha | Hora  | Partido | Partido | Partido    | Resultado |
| ----- | ----- | ------- | ------- | ---------- | --------- |
| 16.07 | 12:30 | Rusia   | -       | Eslovaquia | 12-6      |
| 16.07 | 20:30 | Serbia  | -       | Rumanía    | 11-5      |
| 18.07 | 14:00 | Rumanía | -       | Eslovaquia | 9-5       |
| 18.07 | 18:30 | Rusia   | -       | Serbia     | 9-11      |
| 20.07 | 11:00 | Serbia  | -       | Eslovaquia | 13-5      |
| 20.07 | 17:00 | Rusia   | -       | Rumanía    | 12-7      |

## Fase final
- Todos los partidos en la hora local de España (UTC+2).

|  | Clasif. a cuartos | Clasif. a cuartos |            |         | Cuartos de final | Cuartos de final |         |              | Semifinales  | Semifinales |  |  | Final       | Final       |
|  | 22 de julio       | 22 de julio       |            |         | 24 de julio      | 24 de julio      |         |              | 26 de julio  | 26 de julio |  |  | 28 de julio | 28 de julio |
|  |                   |                   |            |         |                  |                  |         |              |              |             |  |  |             |             |
|  |                   |                   |            |         |                  |                  |         |              |              |             |  |  |             |             |
|  |                   |                   |            |         |                  |                  |         |              |              |             |  |  |             |             |
|  | Serbia            | 8                 |            |         |                  |                  |         |              |              |             |  |  |             |             |
|  | Serbia            | 8                 | Hungría    | 12      |                  |                  |         |              |              |             |  |  |             |             |
|  |                   | Hungría           | Hungría    | 12      | 5                |                  |         |              |              |             |  |  |             |             |
|  | Países Bajos      | Hungría           | 9          |         | 5                | Serbia           | 9       |              |              |             |  |  |             |             |
|  | Países Bajos      |                   | 9          |         |                  | Serbia           | 9       |              |              |             |  |  |             |             |
|  |                   |                   |            | Croacia | 7                |                  |         |              |              |             |  |  |             |             |
|  | Croacia           | 9                 |            | Croacia | 7                |                  |         |              |              |             |  |  |             |             |
|  | Croacia           | 9                 | Montenegro | 15      |                  |                  |         |              |              |             |  |  |             |             |
|  |                   | Montenegro        | Montenegro | 15      | 7                |                  |         |              |              |             |  |  |             |             |
|  | Rumanía           | Montenegro        | 5          |         | 7                | Serbia           | 12      |              |              |             |  |  |             |             |
|  | Rumanía           |                   | 5          |         |                  | Serbia           | 12      |              |              |             |  |  |             |             |
|  |                   |                   |            | España  | 10               |                  |         |              |              |             |  |  |             |             |
|  | España            | 10                |            | España  | 10               |                  |         |              |              |             |  |  |             |             |
|  | España            | 10                | Alemania   | 5       |                  |                  |         |              |              |             |  |  |             |             |
|  |                   | Grecia            | Alemania   | 5       | 6                |                  |         |              |              |             |  |  |             |             |
|  | Grecia            | Grecia            | 13         |         | 6                | España           | 8       | Tercer lugar | Tercer lugar |             |  |  |             |             |
|  | Grecia            |                   | 13         |         |                  | España           | 8       | Tercer lugar | Tercer lugar |             |  |  |             |             |
|  |                   |                   |            | Italia  | 7                |                  |         |              |              |             |  |  |             |             |
|  | Italia            | 11                |            | Italia  | 7                |                  |         |              |              |             |  |  |             |             |
|  | Italia            | 11                | Francia    | 9       |                  |                  | Croacia | 10           |              |             |  |  |             |             |
|  |                   | Rusia             | Francia    | 9       | 1                |                  | Croacia | 10           |              |             |  |  |             |             |
|  | Rusia             | Rusia             | 12         |         | 1                | Italia           | 8       |              |              |             |  |  |             |             |
|  | Rusia             |                   | 12         |         |                  | Italia           | 8       |              |              |             |  |  |             |             |

### Partidos de clasificación
- Puestos 13.º a 16.º

| Fecha | Hora  | Partido | Partido | Partido    | Resultado |
| ----- | ----- | ------- | ------- | ---------- | --------- |
| 22.07 | 13:30 | Georgia | -       | Turquía    | 15-10     |
| 22.07 | 15:00 | Malta   | -       | Eslovaquia | 6-11      |

15.º lugar
| Fecha | Hora  | Partido | Partido | Partido | Resultado |
| ----- | ----- | ------- | ------- | ------- | --------- |
| 24.07 | 10:30 | Turquía | -       | Malta   | 13-12     |

13.º lugar
| Fecha | Hora  | Partido | Partido | Partido    | Resultado |
| ----- | ----- | ------- | ------- | ---------- | --------- |
| 24.07 | 12:00 | Georgia | -       | Eslovaquia | 8-6       |

- Puestos 9.º a 12.º

| Fecha | Hora  | Partido      | Partido | Partido | Resultado |
| ----- | ----- | ------------ | ------- | ------- | --------- |
| 24.07 | 13:30 | Países Bajos | -       | Rumanía | 12-7      |
| 24.07 | 15:00 | Alemania     | -       | Francia | 12-5      |

Undécimo lugar
| Fecha | Hora  | Partido | Partido | Partido | Resultado |
| ----- | ----- | ------- | ------- | ------- | --------- |
| 26.07 | 13:15 | Rumanía | -       | Francia | 10-6      |

Noveno lugar
| Fecha | Hora  | Partido      | Partido | Partido  | Resultado |
| ----- | ----- | ------------ | ------- | -------- | --------- |
| 26.07 | 14:45 | Países Bajos | -       | Alemania | 11-12     |

- Puestos 5.º a 8.º

| Fecha | Hora  | Partido | Partido | Partido    | Resultado |
| ----- | ----- | ------- | ------- | ---------- | --------- |
| 26.07 | 16:45 | Hungría | -       | Montenegro | 6-7       |
| 26.07 | 18:15 | Grecia  | -       | Rusia      | 12-11     |

Séptimo lugar
| Fecha | Hora  | Partido | Partido | Partido | Resultado |
| ----- | ----- | ------- | ------- | ------- | --------- |
| 28.07 | 16:45 | Hungría | -       | Rusia   | 8-9       |

Quinto lugar
| Fecha | Hora  | Partido    | Partido | Partido | Resultado |
| ----- | ----- | ---------- | ------- | ------- | --------- |
| 28.07 | 18:15 | Montenegro | -       | Grecia  | 6-8       |

### Clasificación a cuartos
| Fecha | Hora  | Partido    | Partido | Partido      | Resultado |
| ----- | ----- | ---------- | ------- | ------------ | --------- |
| 22.07 | 17:00 | Hungría    | -       | Países Bajos | 12-9      |
| 22.07 | 18:30 | Alemania   | -       | Grecia       | 5-13      |
| 22.07 | 20:30 | Montenegro | -       | Rumanía      | 15-5      |
| 22.07 | 22:00 | Francia    | -       | Rusia        | 9-12      |

### Cuartos de final
| Fecha | Hora  | Partido | Partido | Partido    | Resultado |
| ----- | ----- | ------- | ------- | ---------- | --------- |
| 24.07 | 17:00 | Serbia  | -       | Hungría    | 8-5       |
| 24.07 | 18:30 | Croacia | -       | Montenegro | 9-7       |
| 24.07 | 20:30 | Italia  | -       | Rusia      | 11-1      |
| 24.07 | 22:00 | España  | -       | Grecia     | 10-6      |

### Semifinales
| Fecha | Hora  | Partido | Partido | Partido | Resultado |
| ----- | ----- | ------- | ------- | ------- | --------- |
| 26.07 | 20:30 | Serbia  | -       | Croacia | 9-7       |
| 26.07 | 22:00 | España  | -       | Italia  | 8-7       |

### Tercer lugar
| Fecha | Hora  | Partido | Partido | Partido | Resultado |
| ----- | ----- | ------- | ------- | ------- | --------- |
| 28.07 | 20:30 | Croacia | -       | Italia  | 10-8      |

### Final
| Fecha | Hora  | Partido | Partido | Partido | Resultado |
| ----- | ----- | ------- | ------- | ------- | --------- |
| 28.07 | 22:15 | Serbia  | -       | España  | 12-10 (P) |

## Medallero
| Serbia | España | Croacia |
| Milan Aleksić Miloš Ćuk Filip Filipović Nikola Jakšić Dušan Mandić Branislav Mitrović Stefan Mitrović Duško Pijetlović Gojko Pijetlović Andrija Prlainović Sava Ranđelović Viktor Rašović Nemanja Vico | Alejandro Bustos Sánchez Sergi Cabañas Pegado Francisco Fernández Miranda Álvaro Granados Ortega Marc Larumbe Gonfaus Daniel López Pinedo Eduardo Lorrio Béjar Blai Mallarach Güell Marc Minguell Alférez Alberto Munárriz Egaña Felipe Perrone Rocha Roger Tahull Compte Miguel del Toro Domínguez | Marko Bijač Ivan Buljubašić Andro Bušlje Loren Fatović Xavier García Gadea Maro Joković Luka Lončar Marko Macan Ivan Marcelić Lovre Miloš Anđelo Šetka Josip Vrlić Ante Vukičević |
| Dejan Savić (seleccionador) | David Martín Lozano (seleccionador) | Ivica Tucak (seleccionador) |

Fuente: 

## Estadísticas

### Clasificación general
| 1. Serbia        |
| 2. España        |
| 3. Croacia       |
| 4. Italia        |
| 5. Grecia        |
| 6. Montenegro    |
| 7. Rusia         |
| 8. Hungría       |
| 9. Alemania      |
| 10. Países Bajos |
| 11. Rumanía      |
| 12. Francia      |
| 13. Georgia      |
| 14. Eslovaquia   |
| 15. Turquía      |
| 16. Malta        |

### Máximos goleadores
| N.º | Nombre              | Selección    | Goles | Tiros | %      | Partidos jugados |
| --- | ------------------- | ------------ | ----- | ----- | ------ | ---------------- |
| 1   | Ioannis Funtulis    | Grecia       | 17    | 42    | 40,5 % | 7                |
| 1   | Aleksandar Ivović   | Montenegro   | 17    | 39    | 43,6 % | 7                |
| 3   | Ánguelos Vlajópulos | Grecia       | 15    | 36    | 41,7 % | 7                |
| 4   | Ugo Crousillat      | Francia      | 14    | 37    | 37,8 % | 6                |
| 4   | Ante Vukičević      | Croacia      | 14    | 27    | 51,9 % | 6                |
| 6   | Ivan Nagayev        | Rusia        | 12    | 35    | 34,3 % | 7                |
| 7   | Francesco Di Fulvio | Italia       | 11    | 33    | 33,3 % | 6                |
| 7   | Loren Fatović       | Croacia      | 11    | 19    | 57,9 % | 6                |
| 7   | Pietro Figlioli     | Italia       | 11    | 20    | 55,0 % | 6                |
| 7   | Alexandros Gunas    | Grecia       | 11    | 29    | 37,9 % | 6                |
| 7   | Robin Lindhout      | Países Bajos | 11    | 28    | 39,3 % | 6                |
| 7   | Julian Real         | Alemania     | 11    | 32    | 34,4 % | 6                |
| 7   | Roger Tahull Compte | España       | 11    | 19    | 57,9 % | 6                |

Fuente:  Archivado el 29 de julio de 2018 en Wayback Machine.